# Marie Lake
Marie Lake är en sjö i Kanada.   Den ligger i provinsen Alberta, i den centrala delen av landet, 2 600 km väster om huvudstaden Ottawa. Marie Lake ligger 569 meter över havet. Arean är 40 kvadratkilometer. Den sträcker sig 8,7 kilometer i nord-sydlig riktning, och 8,6 kilometer i öst-västlig riktning.
I omgivningarna runt Marie Lake växer i huvudsak blandskog. Trakten runt Marie Lake är nära nog obefolkad, med mindre än två invånare per kvadratkilometer.